# Mủ (sinh lý)

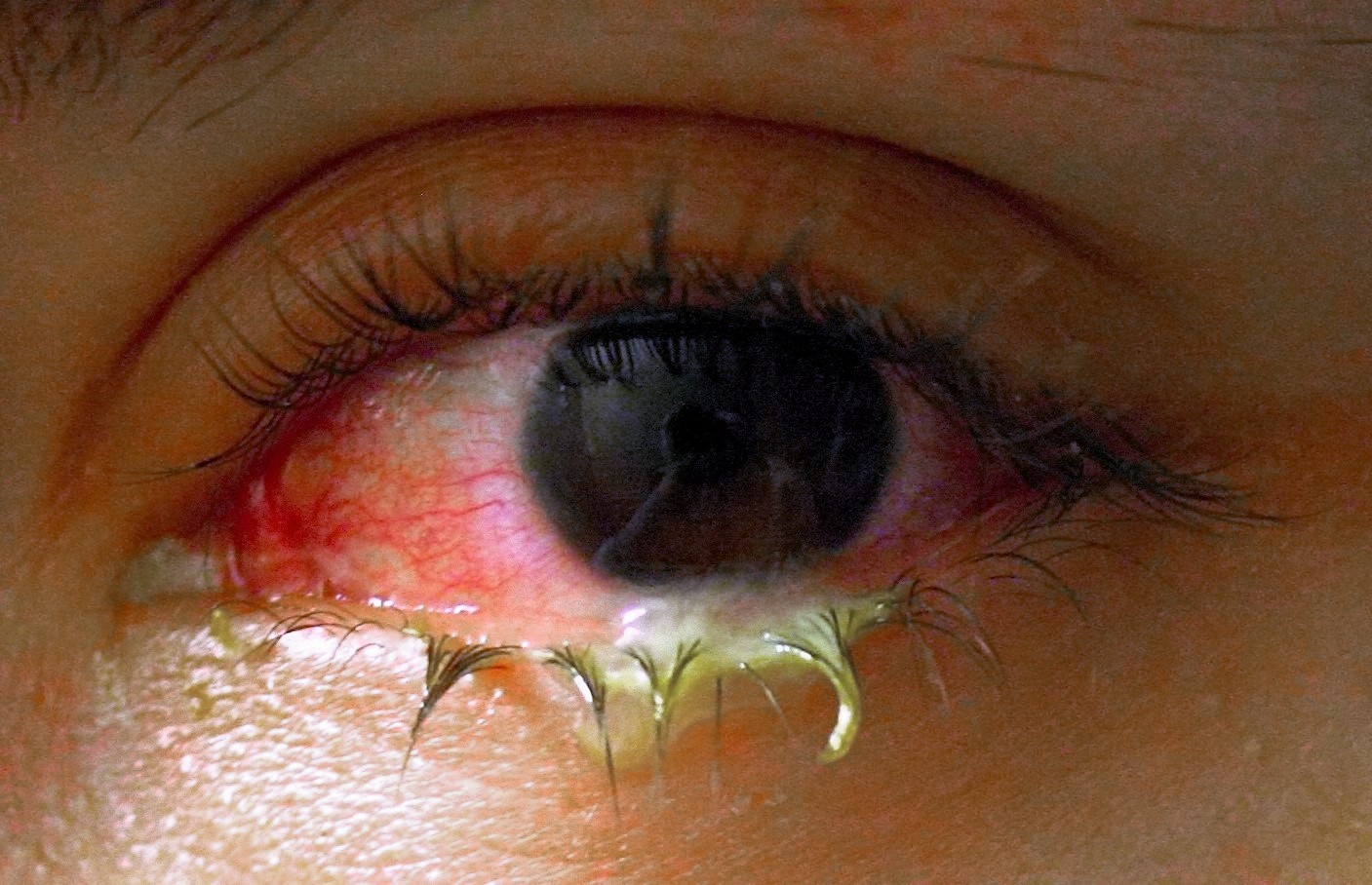
Mắt người chảy mủ, hay gỉ mắt, do bệnh gây ra

Mủ là chất dịch tiết ra tại chỗ viêm do nhiễm trùng ( vi khuẩn hay nấm ). Sự tích tụ của mủ lâu ngày tạo ra áp-xe. Đây cũng là nguyên nhân gây ra các nốt sưng hay mụn trên bề mặt da.